# Ignacy Gałecki
Ignacy Gałecki herbu Junosza (zm. ok. 1780) – marszałek konfederacji barskiej w sieradzkiem, poseł na Sejm Repninowski, starosta bydgoski.

## Życiorys
Był synem Franciszka Gałeckiego, który za zgodą króla Augusta III Sasa scedował mu starostwo bydgoskie 2 stycznia 1745 r. 
Początkowo nie angażował się politycznie. W bezkrólewiu 1764, wobec rozłamu w województwie sieradzkim, gdzie posiadał dobra ziemskie, nie występował jawnie ani po stronie Czartoryskich, ani po stronie partii hetmańskiej. Na elekcję nie pojechał. Politycznie uaktywnił się w 1767 r. 25 maja tego roku złożył podpis pod konfederacją lokalną (przed radomską), a 24 sierpnia - został posłem województwa sieradzkiego na Sejm Repninowski. W załączniku do depeszy z 2 października 1767 roku do prezydenta Kolegium Spraw Zagranicznych Imperium Rosyjskiego Nikity Panina, poseł rosyjski Nikołaj Repnin określił go jako posła wrogiego realizacji rosyjskich planów na sejmie 1767 roku.
W konfederacji barskiej czynnie występował od 1769 r. 15 stycznia tego roku został okrzyknięty przez szlachtę wielkopolską marszałkiem konfederackim. W sierpniu 1769 r. przybył do Bydgoszczy - punktu koncentracji pułków wielkopolskich, by wziąć z nimi udział w wyprawie na Warszawę. W Łęczycy dokąd 31 sierpnia dotarli Wielkopolanie, marsz na stolicę został odwołany. W ciągu lutego i marca 1770 r. aktywność konfederatów w Wielkopolsce i na Kujawach uległa załamaniu. 
Upadek konfederacji barskiej i następnie pierwszy rozbiór Polski w 1772 r. przesądziły sprawę Bydgoszczy. Miasto znalazło się pod panowaniem Królestwa Prus. Gałecki odmówił uznania władzy zaborczej i złożenia hołdu Fryderykowi II. Przypłacił to utratą dóbr posiadanych w zaborze pruskim. Jednak tytularnym starostą bydgoskim pozostał aż do swojej śmierci.
Ignacy Gałecki miał opinię człowieka majętnego, statecznego i sumiennego, ale nie żołnierza. Zmarł przed 1780 r. w Dobrej powiat turecki, gdzie był właścicielem tamtejszego majątku.  Żonaty był z Marianną z Boruckich. 
W dobrskim kościele znajduje się replika jego tablicy nagrobnej zniszczonej przez wandala w okresie międzywojennym.